# University at Buffalo

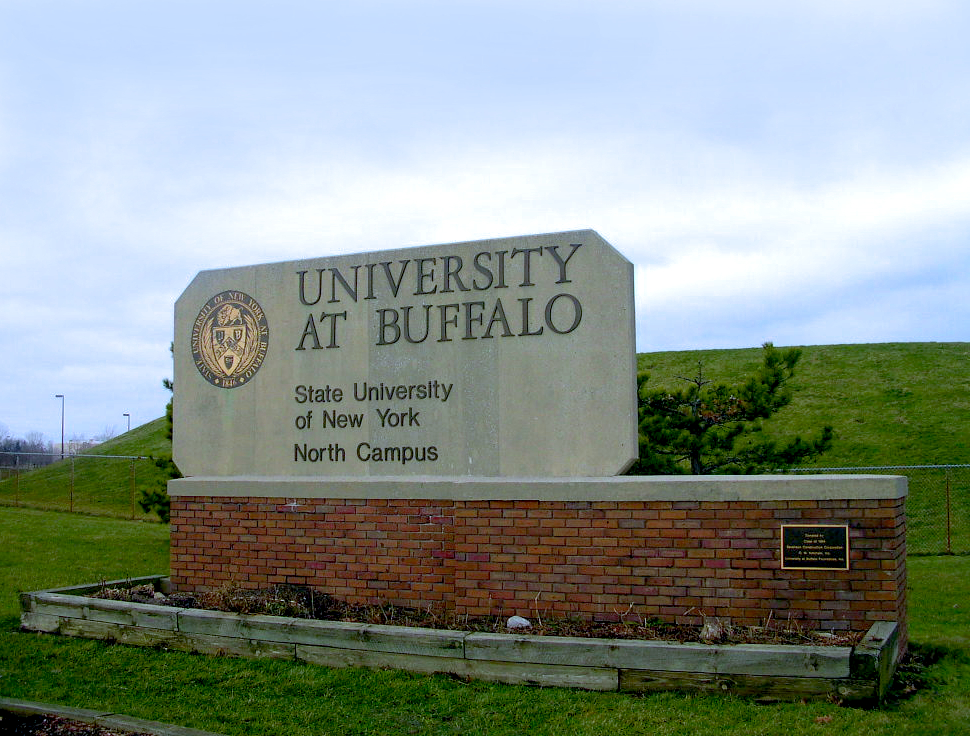
Ingången till den norra delen av universitetet.

State University of New York at Buffalo, mer känt som University at Buffalo (UB) eller SUNY Buffalo, är ett amerikanskt universitet i Buffalo i delstaten New York. Det är det största universitetet i det delstatliga universitetssystemet State University of New York. Det grundades av bland andra USA:s president Millard Fillmore 1846 som University of Buffalo, och fick sitt nuvarande namn 1962 då det övertogs av delstaten.
Universitet har idag[när?] cirka 27 000 studenter. Budgeten uppgår till 537,1 miljoner dollar. Rektorn heter John B. Simpson.